# Lou Doillon
Pour les articles homonymes, voir Doillon.
 (mars 2022).
Si vous disposez d'ouvrages ou d'articles de référence ou si vous connaissez des sites web de qualité traitant du thème abordé ici, merci de compléter l'article en donnant les références utiles à sa vérifiabilité et en les liant à la section « Notes et références ».
Lou Doillon est une auteure-compositrice-interprète, actrice, dessinatrice et mannequin franco-britannique, née le 4 septembre 1982 à Neuilly-sur-Seine.
Après avoir joué dans plus d'une quinzaine de films, Lou Doillon sort en 2012 son premier album Places qui reçoit un très bon accueil de la part des critiques et du public. Elle reçoit en 2013 la Victoire de la musique de l'artiste interprète féminine. En 2015, elle publie un deuxième album intitulé Lay Low, puis Soliloquy en 2019. Tous seront portés par des tournées internationales.

## Biographie

### Famille et jeunesse
Lou Doillon naît le 4 septembre 1982 à Neuilly-sur-Seine.
Fille du cinéaste Jacques Doillon et de l'actrice Jane Birkin, Lou Doillon a, de ce fait, cinq demi-sœurs et un demi-frère : Kate Barry et Charlotte Gainsbourg du côté de sa mère, Lola Doillon, Lili Doillon, Lina Doillon et Lazare Doillon du côté de son père.
Lou, dont le prénom est inspiré des Poèmes à Lou de Guillaume Apollinaire et de Lou Andreas-Salomé,, passe son enfance en France métropolitaine et à Saint-Barthélemy pour terminer sa scolarité au lycée l’Ecole Maigret et au lycée Victor-Duruy.
Le 12 juillet 2002, elle accouche d'un fils, Marlowe Jack Tiger Mitchell, dont le père est le musicien franco-américain John Mitchell, et d'un autre garçon le 26 juillet 2022, nommé Laszlo Keats Miller Manel, et dont le père est l'illustrateur Stéphane Manel.

### Cinéma et télévision
Lou Doillon joue son premier rôle au cinéma, dans le film Kung Fu Master d’Agnès Varda en 1987, alors qu'elle a 5 ans. Le scénario d'Agnès Varda est inspiré d'un récit de Jane Birkin.
Elle interprète son premier grand rôle dans le film Trop (peu) d'amour de Jacques Doillon en 1998. En 1999, elle joue dans Mauvaises Fréquentations de Jean-Pierre Améris. Elle joue aussi dans Carrément à l'ouest de Jacques Doillon en 2001, Blanche de Bernie Bonvoisin en 2002, dans lequel elle incarne Blanche de Péronne et est également à l'affiche de Embrassez qui vous voudrez de Michel Blanc la même année.

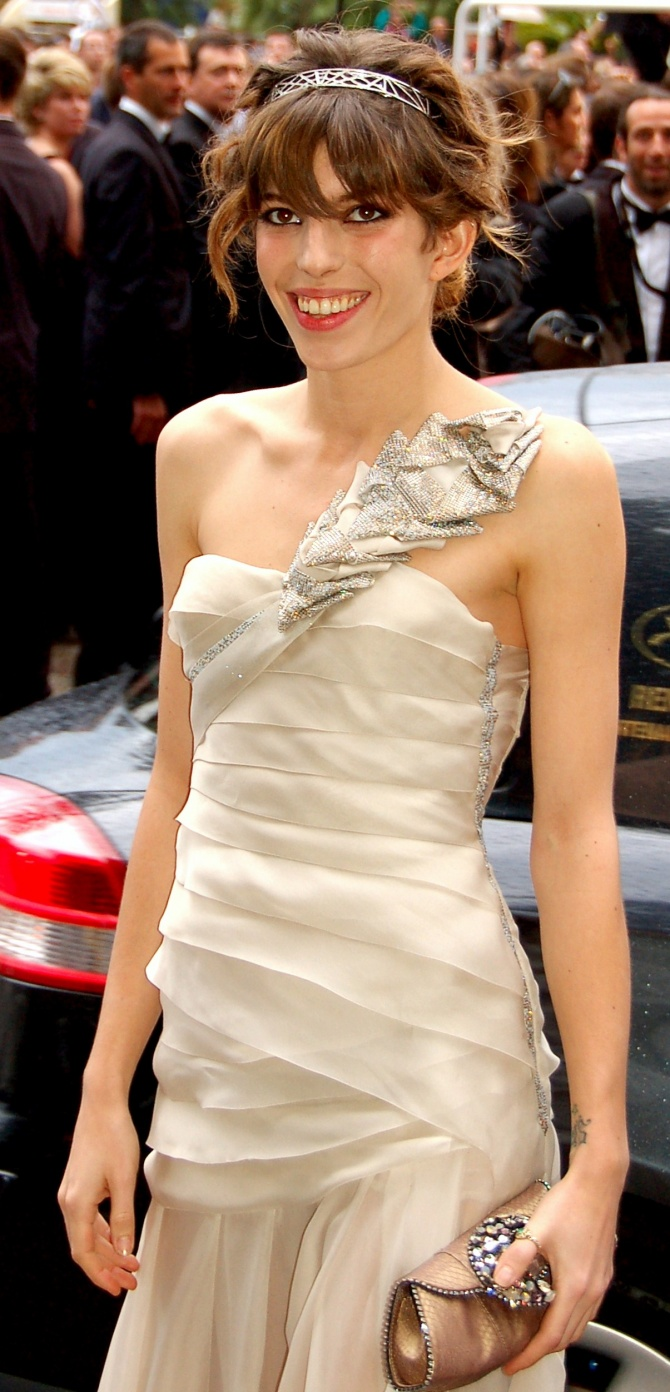
Lou Doillon. Cannes 2008

À la télévision, Édouard Molinaro lui offre le rôle principal du téléfilm Nadia Coupeau dite Nana en 2001. Elle joue en 2003, dans le téléfilm britannique The Private Life of Samuel Pepys qui dresse le portrait historique de l'homme politique et diariste anglais Samuel Pepys.
En 2004, dans le film Saint Ange de Pascal Laugier, elle est Judith, une pensionnaire dérangée d'un orphelinat au côté de Virginie Ledoyen.
En 2006, elle tourne pour le réalisateur américain Abel Ferrara dans Go Go Tales. Ce film italo-americain, présenté au Festival de Cannes en mai 2007, sort en Italie en juin 2008, puis au États-Unis en janvier 2011 et enfin en France en février 2012. En 2007, Lou Doillon joue dans Boxes, un drame de et avec Jane Birkin, sorti en 2007, avec notamment Geraldine Chaplin, Michel Piccoli, Natacha Régnier et Adèle  Exarchopoulos.
En 2010, elle joue, pour Canal +, dans le court-métrage Le crocodile du Dniepr qui fait partie de La collection pique sa crise. Dans cette série de courts-métrages articulés autour du thème de la crise, huit réalisateurs ont fait tourner huit personnalités (Fabrice Eboué, Lou Doillon, Virginie Despentes, François Bégaudeau, Augustin Legrand, Jules-Édouard Moustic et Vikash Dhorasoo). La même année, elle fait une apparition dans le premier épisode de la saison 4 de la série américaine Gossip Girl, lors d'une séquence tournée à Paris. Elle fait également partie du casting de la première saison de la série Les Invincibles, puis l'année suivante, joue dans les 6 épisodes de L'Épervier de Stéphane Clavier, avec notamment Aurélien Wiik et Fanny Valette.
En 2011, elle apparaît dans le rôle de Sœur Melissa dans le film Polisse de Maïwenn. La même année, elle tient le rôle principal du film de Laure Charpentier Gigola, celui d'une jeune garçonne attirée par les femmes belles et riches.
En 2012, elle interprète l'un des rôles principaux du film de Jacques Doillon Un enfant de toi.

### Mannequin
Parallèlement à sa carrière d'actrice, elle mène une carrière de mannequin.
À 16 ans, elle devient égérie Givenchy  puis de Morgan et de Mango.
Elle œuvre comme creative designer pour Lee Cooper, & Other Stories et La Redoute, elle signe six capsules collections. En 2020, c'est pour Freelance qu'elle crée six paires de santiags (bottes).
Elle est égérie Gucci depuis 2017. Elle participe au défilé Resort 2023, alors qu’elle est enceinte, dans une tenue mettant en valeur sa grossesse.

### Art
En septembre 2017, elle sort Drawings, aux Éditions Astier de Villate, son premier recueil de soixante dessins à l’encre ainsi que des facsimilés de certaines pages de son journal. La sortie du livre est suivie d'une exposition à Paris à la maison Molière.
Lors du 1er confinement lié à la pandémie du COVID, elle établit un rendez-vous quotidien via la plateforme instagram, pendant 57 jours elle partagera des lectures de poèmes, textes de littérature, ainsi que des reprises musicales. Ce rendez qui se nomme Hand in Hand, interpelle et inspire une galeriste installée à New York. En septembre 2021, se tient l'exposition Hand in Hand à la Bienvenu Steinberg & Partner ; plusieurs des dessins à l'encre de Lou Doillon y sont exposés, entourés des œuvres de Sophie Calle, John Ahearn, ou encore Ivan Argote.

### Musique

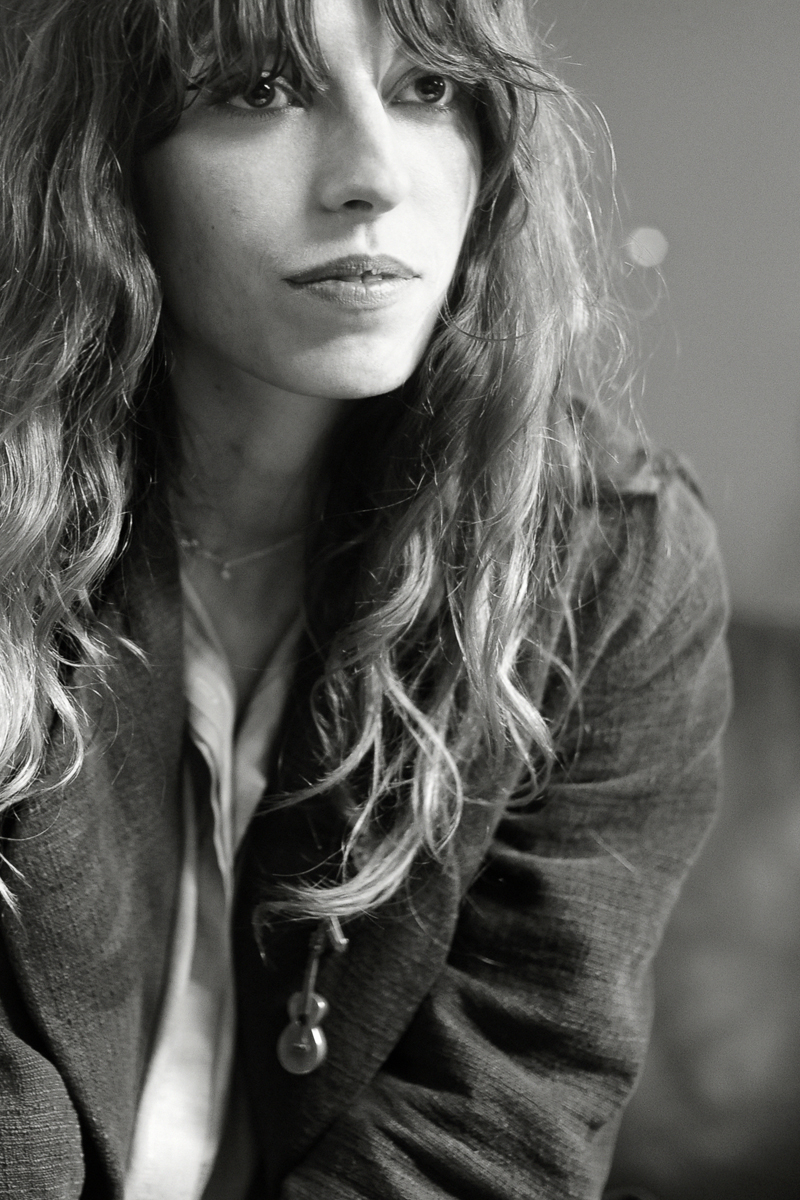
Lou Doillon. 2013.

Lou Doillon a découvert la musique par le biais de son père « Lorsque mes parents se sont séparés, j'ai découvert la musique chez mon père, qui a un goût délirant et pour le moins éclectique ». « Quand j'étais enfant, mon père me disait souvent : « Assieds-toi là, ne bouge pas et écoute attentivement. » Il passait des disques de Chet Baker, de Siouxsie and the Banshees, de Nick Drake, de Patti Smith pendant des heures », passant du jazz au folk et du folk au rock anglo-saxon. La chanteuse cite aussi Bob Dylan, David Bowie et les Kinks.
En 2012, Lou Doillon signe un contrat pour trois albums avec le label français Barclay. Un premier EP de quatre titres intitulé ICU sort en juin : il a été produit par Étienne Daho et mixé par Philippe Zdar, un membre du groupe Cassius. La chanteuse signe paroles et musique, son univers est décrit comme un folk hanté par Nick Drake et Leonard Cohen. Libération parle de « folk songs élégamment troussées, délicates et légères ».
Son premier album Places paraît en septembre avec un succès critique important. Le magazine Magic lui attribue la note de cinq étoiles sur six et écrit : « ces morceaux d'intimité bénéficient d'arrangements aussi variés qu'éclatants ». Le morceau Questions and Answers est salué comme étant potentiellement un tube soul. Le disque a également reçu un bon accueil critique de la part de Télérama et des Inrockuptibles.
Le timbre de Lou Doillon est décrit comme « plaintif mais décidé, autoritaire mais vulnérable ». À propos de ses chansons, elle déclare : « c'est étrange de produire une musique qui n'est pas celle que j'écoute au quotidien ». Ses chanteuses préférées sont Lhasa, Sibylle Baier, Kate Bush et Siouxsie Sioux mais musicalement elle apprécie aussi le courant lo-fi. Son univers se rapproche de ceux de Karen Dalton, Cat Power et Patti Smith.

## Filmographie

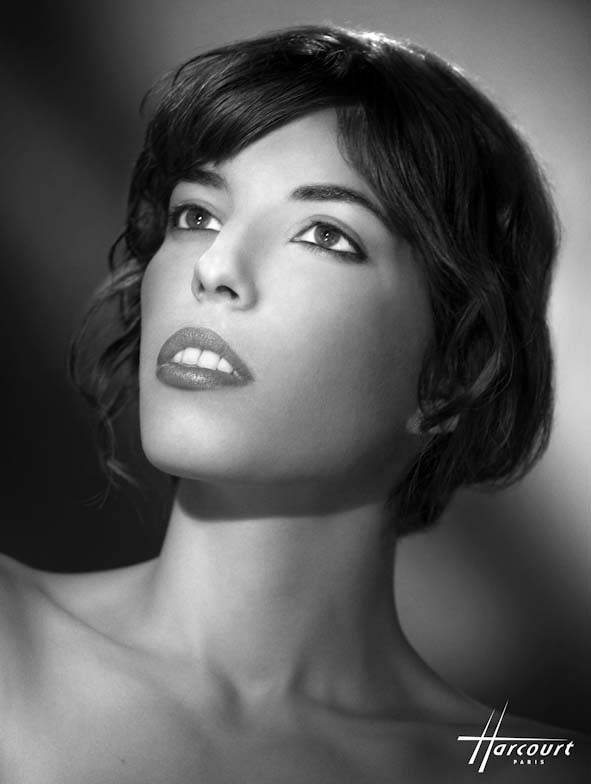
Lou Doillon photographiée par le Studio Harcourt en 2009.

### Cinéma
- 1987 : Kung-fu Master d'Agnès Varda : Lou
- 1998 : Trop (peu) d'amour de Jacques Doillon : Camille
- 1999 : Mauvaises Fréquentations de Jean-Pierre Améris : Olivia Monti
- 2000 : Scénarios sur la drogue- segment Avalanche de Guillaume Canet et Jean-Christophe Pagnac
- 2000 : Mamirolle de Brigitte Coscas : Delphine
- 2001 : Carrément à l'ouest de Jacques Doillon : Fred
- 2002 : Embrassez qui vous voudrez de Michel Blanc : Émilie
- 2002 : Blanche de Bernie Bonvoisin : Blanche de Péronne
- 2004 : Saint Ange de Pascal Laugier : Judith
- 2005 : Juanita de Tanger (La Vida perra de Juanita Narboni) de Farida Ben Lyziad : Helena Narboni
- 2006 : Sisters de Douglas Buck : Angélique / Annabelle Tristiana
- 2006 : Go Go Tales d'Abel Ferrara : Lola
- 2007 : Boxes de et avec Jane Birkin : Camille
- 2009 : Bazar de Patricia Plattner : Elvire
- 2011 : Gigola de Laure Charpentier : Gigola
- 2011 : Polisse de Maïwenn : Sœur Melissa
- 2011 : Moving Target de Mark Tierney : Olivia
- 2011 : L'Amère mature (court métrage) de Hugues Espinasse : Elle
- 2012 : Un enfant de toi de Jacques Doillon : Aya
- 2024 : Quasi a casa de Carolina Pavone : Mia

### Télévision

#### Téléfilms
- 2001 : Nadia Coupeau, dite Nana d'Édouard Molinaro : Nana
- 2003 : The Private Life of Samuel Pepys (en) d'Oliver Parker : Elizabeth Pepys

#### Séries télévisées
- 2010 : La Collection pique sa crise : Le crocodile du Dniepr (court métrage) de Nicolas Engel : Émilie
- 2010 : Les Invincibles d'Alexandre Castagnetti et Pierric Gantelmi d'Ille, saison 1, 5 épisodes : Zoé
- 2010 : Gossip Girl, saison 4, épisode 1 Belles de jour de Mark Piznarski : elle-même
- 2011 : L'Épervier de Stéphane Clavier (6 épisodes) : Marion Pouliquen

## Théâtre
Lecture musicale :
- 2021 : Lettres d'une solitaire aventureuse d'Emily Dickinson, Festival Correspondances de Manosque /  Maison de la Poésie

Comme comédienne :
- 2007 : Lettres intimes, mise en scène Michel Didym, Théâtre de la Madeleine

Comme lectrice :
- 2006 : L'Image de Samuel Beckett, conception d'Arthur Nauzyciel
- 2010 : L'Une de Denis Lachaud

## Discographie

### Albums studio
EP

### Singles
- 2012 : ICU
- 2013 : Devil Or Angel
- 2013 : Defiant
- 2013 : Questions And Answers
- 2015 : Where To start
- 2015 : Good Man
- 2015 : Weekender Baby
- 2018 : Burn
- 2021 : Il n'est jamais trop tard avec Ariane Moffatt adaptation libre d’Everybody’s Got to Learn Sometime des The Korgis
- 2021 : Goodbye et So long, Marianne avec H-Burns sur l'album hommage à Léonard Cohen
- 2023 : What’s the Point en duo avec Robert Wyatt sur l'album Cœur sacré - un hommage de Frédéric Lo à Daniel Darc

## Distinctions

### Récompense
- Victoires de la musique 2013 : Victoire de l'artiste interprète féminine

### Nominations
- Fangoria Chainsaw Awards 2009 : meilleure actrice secondaire pour Sisters
- Victoires de la musique 2013 : Victoire de l'album rock pour Places

### Décoration
- Chevalière de l'ordre des Arts et des Lettres en 2013